# Sablé andalou
Polyommatus violetae
 (novembre 2019).
Espèce
Statut de conservation UICN

 LC D2 : Préoccupation mineure
Le Sablé andalou (Polyommatus violetae) est une espèce de lépidoptères (papillons) de la famille des Lycaenidae et de la sous-famille des Polyommatinae. Elle est endémique d'Espagne.

## Description
C'est un petit papillon au-dessus marron.
Le revers, ocre clair, est orné d'une ligne de points noirs cerclés de blanc discrets aux postérieures qui possèdent une ligne blanche bien nette et des macules marginales vestigiales ou absentes.

## Biologie

### Période de vol et hivernation
L'espèce hiverne au stade de jeune chenille. Elle vole en une seule génération, de début juillet à fin août.

### Plantes hôtes
Ses plantes hôtes sont deux sous-espèces d’Onobrychis argentea : O. a. argentea et O. a. hispanica.

## Distribution
Le Sablé andalou est endémique d'une région située dans le Sud et le Sud-Est de l'Espagne : on le trouve dans la Sierra de Tejeda et la Sierra de Almijara (Sud des provinces de Malaga et Grenade), la Sierra de la Sagra (au nord-est de Grenade), la Sierra de Segura (au nord-est de Jaen), la  Sierra de Alcaraz (au sud d'Albacete), la Sierra de Moratalla (au sud-est de Murcie), et la Sierra Nevada (au sud de Grenade).

## Systématique
L'espèce actuellement appelée Polyommatus violetae a été décrite par Gómez Bustillo, Expósito et Martínez en 1979 sous le nom initial d’Agrodiaetus violetae. Actuellement, son genre  d'origine Agrodiaetus est généralement considéré comme un sous-genre de Polyommatus.
Cette espèce a été traitée par certains auteurs comme une sous-espèce de Polyommatus ripartii (sous le nom d’Agrodiaetus ripartii violetae) ou encore de Polyommatus fabressei (sous le nom d’Agrodiaetus fabressei violetae).

### Sous-espèces
L'espèce Polyommatus violetae est actuellement divisée en deux sous-espèces :
- Agrodiaetus violetae violetae Gómez-Bustillo, Expósito & Martínez, 1979

Localité type : Sierra de la Almijara.
Les chenilles se nourrissent d’Onobrychis argentea argentea.
- Agrodiaetus violetae subbaeticus Gil-T. & Gil-Uceda, 2005

Initialement décrite en tant que sous-espèce de Polyommatus fabressei, sous le nom d’Agrodiaetus fabressei subbaeticus, mais des études moléculaires ont démontré qu'elle se rapportait en fait à l'espèce P. violetae.
Localité type : Sierra de la Sagra.
Les chenilles se nourrissent d’Onobrychis argentea hispanica.

## Noms vulgaires
- En français : le Sablé andalou.
- En anglais : Andalucian Anomalous Blue[2].

## Protection
Le Sablé andalou a été déclaré vulnérable en 2010 et de préoccupation mineure actuellement ("European red list of butterflies"), statut confirmé en 2016.
C'est l'une des quatre espèces de papillons méditerranéens endémiques d'Espagne (Euchloe bazae, Polyommatus golgus, Polyommatus violetae et Agriades zullichi) menacées de disparition ou en situation préoccupante et faisant l'objet d'un plan de restauration sous l'égide de Butterfly Conservation Europe pour leur survie à long terme.